# Kadumadang
Kadumadang is een bestuurslaag in het regentschap Pandeglang van de provincie Banten, Indonesië. Kadumadang telt 4159 inwoners (volkstelling 2010).